# 中村宇利
中村 宇利（なかむら たかとし、1964年 - ）は、日本の暗号技術者、情報セキュリティ・コンサルタンント、企業家。
暗号技術の専門家として、秘匿通信装置、秘匿保管装置、遠隔認証装置、暗号紋の開発に従事しつつ、新暗号理論VKS（Vaporization Key System）及び完全暗号理論 u-VKS、並びに暗号貨幣「Crypto Cash」を完成。

## 来歴
三重県生まれ。昭和62年、慶応義塾大学理工学部機械工学科卒業、平成元年、同大学院理工学研究科機械工学専攻前期博士課程修了、平成5年、米国マサチューセッツ工科大学大学院修士課程修了。マッキンゼー・アンド・カンパニー・ジャパン（平成5 - 7年）を経て、マサチューセッツ工科大学客員研究員（平成8年 - 26年）に就任し、コンピュータ・アーキテクチャー、及び情報セキュリティを研究。非ノイマン型論理回路であるコグニティブプロセッサーの開発に成功。その後、独自の暗号技術を完成させ、その応用技術として、エンド・トゥ・エンド・プロテクション通信システム及びクリプトキャッシュを開発した。
企業家としては、平成8年に株式会社中村技術研究所（現・株式会社エヌティーアイ）を設立、代表取締役所長に就任。平成12年、三重県ベンチャー総合補助金第１号に選定される（セキュリティチップの開発及び事業化）。平成14年、宇宙開発ベンチャー・ハイテク開発制度研究テーマに選定される。平成29年、日本安全保障・危機管理学会理事及び情報セキュリティ研究所所長に就任。令和元年、一般社団法人情報セキュリティ研究所代表理事に就任。国会議員、官僚、医師をはじめとする、各国要人への講演も精力的に行う。

## 著書
単著
- 『「暗号貨幣( クリプトキャッシュ )」が世界を変える! 』（2019年7月、集英社）ISBN 9784087861198

その他
- 『米中　知られざる「仮想通貨」戦争の内幕』（2019年2月、宝島社）ISBN 9784800291516　鼎談部分